# Onosandrus mediocris
Onosandrus mediocris är en insektsart som beskrevs av Louis Albert Péringuey 1916. Onosandrus mediocris ingår i släktet Onosandrus och familjen Anostostomatidae. Inga underarter finns listade i Catalogue of Life.